# Zonitis bellieri
Zonitis bellieri is een keversoort uit de familie van oliekevers (Meloidae). De wetenschappelijke naam van de soort is voor het eerst geldig gepubliceerd in 1860 door Reiche.